# Mogilyane Peak
Der Mogilyane Peak (englisch; bulgarisch връх Могиляне wrach Mogiljane) ist ein 850 m hoher und felsiger Berg im Grahamland auf der Antarktischen Halbinsel. In den Erul Heights auf der Trinity-Halbinsel ragt er 1,92 km westnordwestlich des Coburg Peak, 1,83 km nördlich des Lopyan Crag, 1,55 km östlich des Gigen Peak, 2,39 km südöstlich des Drenta Bluff und 4,23 km westsüdwestlich des Tschotschoweni-Nunataks auf. Der Cugnot-Piedmont-Gletscher liegt nordöstlich von ihm.
Deutsche und britische Wissenschaftler nahmen 1996 seine Kartierung vor. Die bulgarische Kommission für Antarktische Geographische Namen benannte ihn 2010 nach der Ortschaft Mogiljane im Süden Bulgariens.